# Johann Elert Bode
Johann Elert Bode (19. ledna 1747, Hamburk – 23. listopadu 1826, Berlín) byl německý astronom, který přeformuloval a zpopularizoval Titius-Bodeovo pravidlo. Upřesnil oběžnou dráhu planety Uran a navrhl její jméno, které se užívá dodnes. Má zásluhu na objevení tzv. Bodeho galaxie (M81). Je po něm pojmenován kráter Bode na Měsíci.
Během působení na postu ředitele Berlínské observatoře vydal svůj atlas Uranographia (1801), ve kterém se zaměřil nejen na přesnost zanášení hvězd a dalších astronomických objektů do map, ale také na umělecké vyobrazení souhvězdí. Uranographia je vrcholem výtvarného zobrazování souhvězdí v hvězdných atlasech. V pozdějších atlasech se takováto zobrazení již nevyskytovala. Vytvořil pět nových souhvězdí (Elektrický stroj, Fridrichova čest, Herschelův dalekohled spojením dvou souhvězdí, Logaritmické pravítko, Tiskařská dílna). Do dnešní doby nevydrželo ani jedno.
Vydal také astronomickou ročenku, malý hvězdný atlas (Vorstellung der Gestirne) 1782 pro amatérské astronomy a knihu o souhvězdích a jejich příbězích, která měla až deset vydání.